# Diego Pérez Burín
Diego Pérez Burín (Montevideo, 9 de febrer de 1962) és un tennista professional uruguaià retirat de la competició.
Pérez es va convertir en professional el 1981, i va guanyar un títol del circuit ATP en categoria individual i tres en dobles durant la seva trajectòria, la qual va acabar el 1996. Va formar part de l'equip uruguaià de la Copa Davis i va ser el tennista que més partits individuals va guanyar de l'equip en aquesta competició (31, compartits amb Marcelo Filippini).

## Palmarès

### Individual: 2 (1−1)
| Títols per superfície |
| --------------------- |
| Dura (0−0)            |
| Gespa (0−0)           |
| Terra batuda (1−1)    |

| Resultat  | Núm. | Data                   | Torneig                 | Superfície   | Oponent      | Marcador |
| --------- | ---- | ---------------------- | ----------------------- | ------------ | ------------ | -------- |
| Finalista | 1.   | 25 de febrer de 1985   | Buenos Aires, Argentina | Terra batuda | Martín Jaite | 4−6, 2−6 |
| Guanyador | 1.   | 16 de setembre de 1985 | Bordeus, França         | Terra batuda | Jimmy Brown  | 6−4, 7−6 |

### Dobles masculins: 15 (3−12)
| Títols per superfície |
| --------------------- |
| Dura (0−3)            |
| Gespa (0−0)           |
| Terra batuda (3−8)    |
| Moqueta (0−1)         |

| Resultat  | Núm. | Data                   | Torneig                        | Superfície   | Parella            | Oponents                         | Marcador      |
| --------- | ---- | ---------------------- | ------------------------------ | ------------ | ------------------ | -------------------------------- | ------------- |
| Guanyador | 1.   | 14 de setembre de 1981 | Palerm, Itàlia                 | Terra batuda | José Luis Damiani  | Jaime Fillol Belus Prajoux       | 6−1, 6−4      |
| Finalista | 1.   | 13 de setembre de 1982 | Palerm                         | Terra batuda | José Luis Damiani  | Gianni Marchetti Enzo Vattuone   | 4−6, 7−6, 3−6 |
| Finalista | 2.   | 25 de febrer de 1985   | Buenos Aires, Argentina        | Terra batuda | Eduardo Bengoechea | Martín Jaite Christian Miniussi  | 4−6, 3−6      |
| Finalista | 3.   | 8 de setembre de 1986  | Stuttgart, Alemanya Occidental | Terra batuda | Mansour Bahrami    | Hans Gildemeister Andrés Gómez   | 4−6, 3−6      |
| Finalista | 4.   | 27 de novembre de 1986 | París, França                  | Moqueta (i)  | Mansour Bahrami    | Peter Fleming John McEnroe       | 3−6, 2−6      |
| Finalista | 5.   | 14 de setembre de 1987 | Ginebra, Suïssa                | Terra batuda | Mansour Bahrami    | Ricardo Acioly Luiz Mattar       | 6−3, 4−6, 2−6 |
| Finalista | 6.   | 23 de novembre de 1987 | Itaparica, Brasil              | Dura         | Jorge Lozano       | Sergio Casal Emilio Sánchez      | 2−6, 2−6      |
| Finalista | 7.   | 25 de gener de 1988    | Guarujá, Brasil                | Dura         | Javier Frana       | Ricardo Acuña Luke Jensen        | 1−6, 4−6      |
| Finalista | 8.   | 12 de setembre de 1988 | Barcelona, Espanya             | Terra batuda | Claudio Mezzadri   | Sergi Casal Emilio Sánchez       | 6−2, 4−6, 7−9 |
| Finalista | 9.   | 24 de juliol de 1989   | Hilversum, Països Baixos       | Terra batuda | Tomás Carbonell    | Paul Haarhuis Mark Koevermans    | No disputat   |
| Finalista | 10.  | 11 de juny de 1990     | Florència, Itàlia              | Terra batuda | Luiz Mattar        | Sergi Bruguera H. de la Peña     | 6−3, 3−6, 4−6 |
| Finalista | 11.  | 29 de juliol de 1991   | San Marino, San Marino         | Terra batuda | Christian Miniussi | Jordi Arrese Carles Costa        | 3−6, 6−3, 3−6 |
| Finalista | 12.  | 26 d'octubre de 1992   | Guarujá (2)                    | Dura         | Francisco Roig     | Christer Allgårdh Carl Limberger | 4−6, 3−6      |
| Guanyador | 2.   | 9 de novembre de 1992  | São Paulo, Brasil              | Terra batuda | Francisco Roig     | Christer Allgardh Carl Limberger | 6−2, 7−6      |
| Guanyador | 3.   | 22 d'agost de 1994     | Umag, Croàcia                  | Terra batuda | Francisco Roig     | Karol Kučera Paul Wekesa         | 6−2, 6−4      |